# アルコールデヒドロゲナーゼ
アルコールデヒドロゲナーゼ (EC 1.1.1.1, EC 1.1.1.2, EC 1.1.1.71) はアルコールを酸化してアルデヒドにする反応を触媒する酵素。アルコール脱水素酵素とも呼ばれる。
{\displaystyle {\ce {CH3CH2OH + NAD+ -> CH3CHO + NADH + H+}}}
人間の場合、少なくとも6種のアイソフォームが存在する。肝臓に多く存在し、エタノールを摂取した時に働く。
酵母のように、アルコール発酵する生物の場合、アセトアルデヒドをエタノールに還元する上記の逆反応が起きる。これによって{\displaystyle {\ce {NAD+}}}が再生され、嫌気状態でも解糖系が続行できるようになる。酵母が作ったエタノールを、人間が全く逆の反応で戻していることになる。
ヒトではアルコール脱水素酵素は大部分が肝臓に存在し、少量が胃、腸、腎、網膜、脳に分布する。

## EC番号による分類
EC 1.1.1.1
{\displaystyle {\ce {alcohol + NAD+ <=> aldehyde + NADH + H+}}}（第一級アルコール）
{\displaystyle {\ce {alcohol + NAD+ <=> ketone + NADH + H+}}}（第二級アルコール）
亜鉛を含む酵素。一級または二級のアルコールまたはヘミアセタールと反応する。
EC 1.1.1.2
{\displaystyle {\ce {alcohol + NADP+ <=> aldehyde + NADPH + H+}}}
亜鉛を含む酵素。これに属する酵素の一部は一級アルコールとのみ反応し、他のものは二級アルコールと反応する。
EC 1.1.1.71
{\displaystyle {\ce {alcohol + NAD(P)+ <=> aldehyde + NAD(P)H + H+}}}
むしろ逆反応のほうがよく知られる。ビタミンAであるレチナールをレチノールに還元する反応。炭素鎖長2から12（特に4, 6, 8）の脂肪族アルデヒドを還元する。

## 疾患との関連
アルコールデヒドロゲナーゼには、上記の通り複数の種類があるが、中でもADH1B（旧称: ADH2）が疾患との関連が報告されている。ADH1Bには遺伝子多型があるが、日本人に多い低活性型アレルを持つものは、アルコール依存症・咽頭癌・食道癌に罹患しやすい。

## 引用・参照
1. ↑  滝野辰郎, 結城武彦, 川村治雄 ほか、「肝疾患における血清アルコール脱水素酵素の臨床的意義」『肝臓』 1974年 15巻 10号 p.571-579, doi:10.2957/kanzo.15.571
2. ↑  横山顕. “情報ボックス アルコール 2. 飲酒と健康問題”.   久里浜医療センター. 2015年2月16日閲覧。
3. ↑  平木章夫. “第5回Annual AACR International Conference: Frontiers in Cancer Prevention Researchに参加して”.   がん研究に係わる特定領域研究. 2015年2月16日閲覧。